# Repejő
Repejő (szlovákul: Repejov) község Szlovákiában, az Eperjesi kerület Mezőlaborci járásában. Jobbos tartozik hozzá.

## Fekvése
Mezőlaborctól 10 km-re (közúton 23 km-re) délnyugatra, az Olyka-patak partján fekszik.

## Története
A 18. század végén Vályi András így ír róla: „REPEJŐ. Orosz falu Zemplén Vármegyében, földes Ura Szirmay Uraság, lakosai ó hitüek, fekszik n. k. Szukóhoz 2, és é. Varihoczhoz 1/2 órányira; határja 2 nyomásbéli, egyéb tulajdonságai hasonlók Zavada helységéhez.”
Fényes Elek 1851-ben kiadott geográfiai szótárában így ír a faluról: „Repejő, orosz falu, Zemplén vmegyében, Sztropkó fil., 320 görög kath., 4 zsidó lak. Gör. szentegyháza, 370 hold szántófölde. F. u. Szirmay. Ut. p. Orlich.”
Borovszky Samu monográfiasorozatának Zemplén vármegyét tárgyaló része szerint: „Repejő, ruthén kisközség 24 házzal és 162 gör. kath. vallású lakossal. Postája Homonnaolyka, távírója Radvány, vasúti állomása Izbugyaradvány. A homonnai uradalomhoz tartozott és annak sorsában is osztozott, míglen a Szirmay s az Orosz családoké, majd a mult század közepe táján Ringelsheim báróé lett. Most Wollmann Kázmérnénak van itt nagyobb birtoka. Gör. kath. temploma 1770-ben épült és 1893-ban megújították. A »Pejt pruti«, vagyis öt vessző nevű dűlőjéhez az a monda fűződik, hogy valamelyik régi földesura ott vesszőztette meg a jobbágyait.”
1920 előtt Zemplén vármegye Mezőlaborci járásához tartozott.
1964-ben csatolták hozzá Jobbost.

## Népessége
| Év:            | 1994. | 2004.    | 2014.    | 2024.    |
| -------------- | ----- | -------- | -------- | -------- |
| Emberek száma: | 211   | 162      | 137      | 101      |
| Eltérés:       |       | -23,22 % | -15,43 % | -26,27 % |

| Év:            | 2023. | 2024.   |
| -------------- | ----- | ------- |
| Emberek száma: | 103   | 101     |
| Eltérés:       |       | -1,94 % |

1910-ben 177-en, többségében ruszinok lakták, jelentős magyar kisebbséggel.
2001-ben 173 lakosából 87 ruszin és 80 szlovák volt.
2011-ben 143 lakosából 73 ruszin és 54 szlovák.